# Saint-Pierre-de-Clages
Saint-Pierre-de-Clages est une localité de Suisse. Située sur le territoire de la commune de Chamoson en Valais, elle se trouve sur le cône d'alluvions de la Losentse.

## Histoire
Le village de Saint-Pierre-de-Clages a été réuni avec la commune de Chamoson en 1376.

## Particularités

### Église

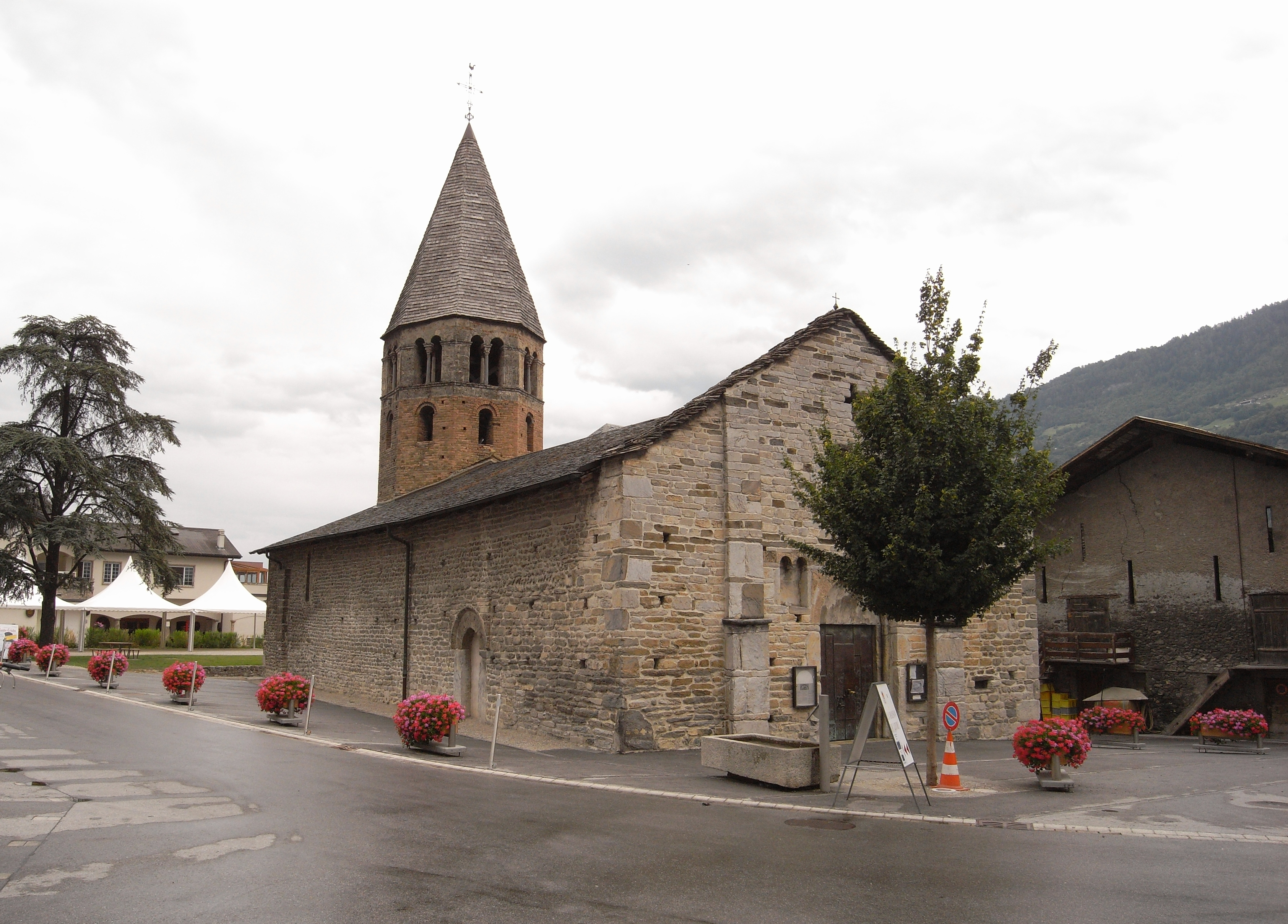
L'église romane de Saint-Pierre-de-Clages.

Il est réputé pour son église romane, du XIe siècle, au clocher octogonal. À l'intérieur, la nef rectangulaire, à quatre travées, comprend un vaisseau central et deux bas-côtés asymétriques. Un transept non saillant, dont la croisée est surmontée du clocher octogonal, précède un avant-chœur à abside flanquée, de part et d'autre, d'une absidiole, celle du sud étant une adjonction postérieure qui a percé un chevet initialement droit. On observe dans la nef, supportant les arcades, des piliers maçonnées tantôt carrés, tantôt cylindriques. Le clocher était prévu dès l'origine dans sa forme caractéristique, et bâti sans doute peu après 1150, soit dans la continuité immédiate du chantier qui a vu ériger l'église. Il comprend deux niveaux bien délimités, et est surmonté d'une flèche en charpente.

### Village du livre
Saint-Pierre-de-Clages est également connu comme étant Le Village suisse du Livre, avec une manifestation annuelle du livre.

### Buste
Le village abrite un buste de l'écrivaine chinoise Han Suyin, inauguré le 28 août 2008 par le gouvernement du canton du Valais et la Fondation espace-enfants de Suisse en présence de l'auteure.